# Martianus Capella

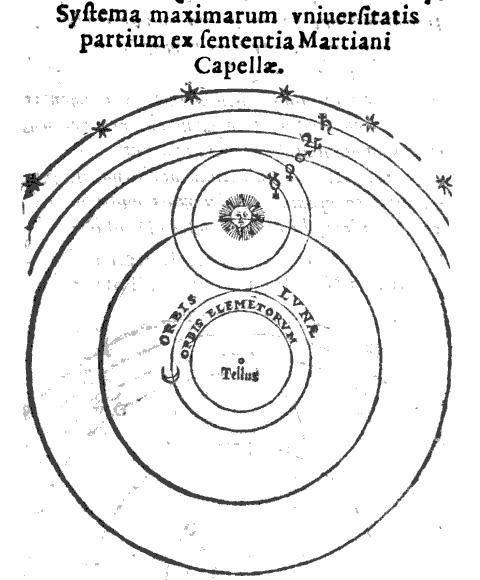
Capella naprendszere egy középkori műben

Martianus Minneus Felix Capella (született Madaura, Algéria) késő ókori, carthagoi pun származású író, jogász, életének egy szakaszában proconsul. Madaura tartományban született, valószínűleg Thagaste városban, Carthagoban élt. Születési ideje teljesen bizonytalan, de talán Alarich 410-es római hadjárata utáni és az észak-afrikai Vandál Királyság 429-es alapítása előtti időre tehető. Egyetlen műve ismert, amely azonban teljes egészében fennmaradt. Ezt fia számára írta visszavonulása után. Címe „De nuptiis Philologiae et Mercurii” (A Filológia és Mercurius házassága).
A mű a római mitológia keretébe helyezett ismeretterjesztő munka, verses formájú, helyenként szatirikus hangvételű. A kerettörténet a címbeli esküvő, amelynek ürügyén Mercurius (aki itt az ékesszólás istene) szolgálóleányai, a hét szabad művészet megszemélyesítői – grammatika, dialektika, retorika, geometria, aritmetika, asztronómia és zene – egy-egy fejezetben összefoglalják tevékenységüket. A középkorban kedvelt mű volt, ezért is maradhatott fenn. A hét szabad művészet a Karoling-kortól a tudományos élet alapvető rendszere volt, így Martianus Capella jól használható összefoglalói alapműként szolgáltak sevillai Szent Izidor, Beda Venerabilis és sok más szerző munkájához.
Munkamódszerére jellemző a kivonatolás is, a korát közvetlenül megelőző római császárkor szerzőit használta fel. Stílusában Lucius Apuleius, Menipposz és Marcus Terentius Varro ötvözete. Nagyon fontos mű bizonyos mitológiai vonatkozások tekintetében, így például az etruszkok ekkor már nagyon rég nem gyakorolt vallásának számos elemét – istenlistát, mitológiai vonatkozásokat, kultuszokat, rítusokat – írta le.
A Capella csillag nem róla kapta a nevét, de a Capella holdkráter igen.